# Richburg (Carolina do Sul)
Richburg é uma cidade  localizada no estado norte-americano de Carolina do Sul, no Condado de Chester.

## Demografia
Segundo o censo norte-americano de 2000, a sua população era de 332 habitantes.
Em 2006, foi estimada uma população de 317, um decréscimo de 15 (-4.5%).

## Geografia
De acordo com o United States Census Bureau tem uma área de
2,1 km², dos quais 2,1 km² cobertos por terra e 0,0 km² cobertos por água. Richburg localiza-se a aproximadamente 178 m acima do nível do mar.

## Localidades na vizinhança
O diagrama seguinte representa as localidades num raio de 20 km ao redor de Richburg.